# Рубова къща
Рубовата къща (на гръцки: Αρχοντικό Ρούμπα) е възрожденска къща в град Костур, Гърция.
Къщата е била разположена в южната традиционна махала Долца (Долцо) на улица „Касомулис“ и „Георгакис Олимпиу“. Къщата е била триетажна. Изгаря при пожар в 1991 година и е разрушена.